# Julien Dufau
Cet article concerne le médecin français. Pour le joueur de rugby à XV, voir Julien Dufau. Pour d'autres homonymes, voir Dufau.
Jean-Baptiste Julien Dufau, dit Julien Dufau, est un homme politique et un médecin français né le 25 février 1782 à Mont-de-Marsan et décédé le 12 mars 1859 dans cette même commune.  

## Présentation
Comme son père Antoine Dufau avant lui, Julien Dufau est médecin et homme politique.

### Famille
La famille Dufau (dont le patronyme s'orthographie primitivement Deu Feu en Gascon), appartient à l'ancienne bourgeoisie de Labastide-d'Armagnac. Juilien Dufau est l'héritier en ligne directe et continue de cinq générations de médecins depuis 1640.
Son père Antoine Dufau (1742-1816) est lui-même médecin à Mont-de-Marsan et membre de la Société royale de médecine aux côtés du père de Léon Dufour. Il est procureur-syndic de sa commune lorsqu'il est élu député suppléant du Tiers État de sa sénéchaussée à l'Assemblée constituante de 1789. On compte aussi un de leurs proches, Paul Dufau (s.d.) parmi les anciens professeurs d'École centrale (à Dax), et élu membre de l'Académie des sciences de Bordeaux en 1796.
Sa mère est Josèphe Laurans, fille d'un important négociant de Mont-de-Marsan, .
Julien Dufau épouse Josèphe Noémie Dubos. Le couple a cinq enfants :
- Anne Antoine Charles, né le 23 avril 1811 ;
- Josèphe Laure, née le 5 mai 1813 ;
- Louise Thérèse Eliza,née le 4 janvier 1816 ;
- Pierre Romain, né le 5 septembre 1821 ;
- Louise Thérèse Claire, née le 27 mai 1822.

### Carrière médicale
Compatriote et ami de Jean-Marie Léon Dufour (1780-1865), ils partent ensemble, à l'automne 1799 pour suivre des études de médecine à Paris. Dufau soutient une thèse sur l'application du quinquina dans le traitement des fièvres intermittentes le 27 nivôse an XIII (1805) devant la faculté de médecine de Paris. Après ses études, il revient s'installer à Mont-de-Marsan en 1810. Comme son père, il s'implique dans la lutte contre la variole en préconisant la vaccination. Il devient le président de la Société médicale des Landes, se distingue par son engagement lors de la deuxième pandémie de choléra de 1832 et il est décoré de la Légion d'honneur en 1833.

### Carrière politique
Julien Dufau est élu maire de Mont-de-Marsan à deux reprises, de 1832 à 1839 puis de 1841 à 1848. Il est battu aux élections législatives de 1833 dans la circonscription de Mont-de-Marsan.

## Postérité
Pierre Romain Dufau, né à Mont-de-Marsan le 5 septembre 1821 et décédé le 23 octobre 1892, est également docteur en médecine. De son union avec Anne, Julienne, Marie Dubos naissent trois filles. Ainsi s'éteint avec lui la branche masculine et le nom des Dufau à Mont-de-Marsan.